# Meurcé

Meurcé este o comună în departamentul Sarthe, Franța. În 2009 avea o populație de 323 de locuitori.